# Ampulex bantuae
Ampulex bantuae är en  stekelart som beskrevs av Friedrich W. Gess 1984. Ampulex bantuae ingår i släktet Ampulex och familjen Ampulicidae. Inga underarter finns listade i Catalogue of Life.